# Ґ-44 (футбольний клуб)
Тімерсокатігііффік Ґ-44 Кекертарсуак або просто «Ґ-44» (гренл. Timersoqatigiiffik G-44 Qeqertarsuaq) — професіональний ґренландський футбольний клуб з міста Кекертарсуак.

## Історія
Футбольний клуб «Г-44» був заснований 17 вересня 1944 року в місті Кекертарсуак на острові з такою ж назвою в західній частині Гренландії.
«Г-44» нещодавно виграв декілька чемпіонських титулів як на відкритому повітрі, так і в приміщенні. Через короткий літній період в Арктиці відкритий чемпіонат є найкороткотривалішим футбольним чемпіонатом у світі.
У 2008 році «Г-44» здобув свою першу перемогу у футбольному чемпіонаті в приміщенні, а в 2009 році переміг і в Чемпіонаті Гренландії на відкритому повітрі. В наступному році «Г-44» знову вийшов до фіналу, але цього разу зазнав поразки від столичного Б-67.
20 серпня 2011 року «Г-44» реваншувався за поразку у фіналі від Б-67 та переміг суперника з рахунком 7:6 у фіналі національного чемпіонату в Сізіміуті. По закінченні додаткового часу тримався рахунок 1:1, але «Г-44» переміг у серії післяматчевих пенальті. Захисника клубу «Г-44» Зіба Наканнгуака після цієї перемоги було визначено найкращим гравцем року в Гренландії.

## Досягнення
- Чемпіонат Гренландії з футболу
  -  Чемпіон (2): 2009, 2011
  -  Срібний призер (4): 1972, 1975, 2010, 2013
  -  Бронзовий призер (2): 2012, 2015